# Курцев
Курцев (пол. Kurcew) — село в Польщі, у гміні Котлін Яроцинського повіту Великопольського воєводства.
Населення — 258 осіб (2011).
У 1975-1998 роках село належало до Каліського воєводства.

## Демографія
Демографічна структура станом на 31 березня 2011 року:
|          | Загалом | Допрацездатний вік | Працездатний вік | Постпрацездатний вік |
| -------- | ------- | ------------------ | ---------------- | -------------------- |
| Чоловіки | 137     | 39                 | 84               | 14                   |
| Жінки    | 121     | 35                 | 63               | 23                   |
| Разом    | 258     | 74                 | 147              | 37                   |